# Arlie Russell Hochschild
Arlie Russell Hochschild (Boston, 15 de enero de 1940) es una profesora emérita de sociología en la Universidad de California, Berkeley y escritora estadounidense. Hochschild se ha centrado durante mucho tiempo en las emociones humanas que subyacen en las creencias morales, las prácticas y la vida social en general. Es autora de nueve libros, incluido Extraños en su propia tierra: ira y luto de la derecha estadounidense, finalista del Premio Nacional del Libro de Estados Unidos. En The Second Shift, The Managed Heart, The Time Bind y otros de sus libros, continúa la tradición de C. Wright Mills, estableciendo vínculos entre problemas privados y asuntos públicos.
Hochschild busca hacer visible el papel subyacente de la emoción y la tarea de manejar la emoción. Para ella, "la expresión y el manejo de la emoción son procesos sociales. Lo que las personas sienten y expresan depende de las normas sociales, la categoría social y la posición de uno, y los factores culturales". Su agenda está comprometida "a comprender cómo el ámbito personal se ve continuamente modificado por poderosas instituciones, tendencias económicas y culturales".

## Biografía

### Primeros años y antecedentes familiares
Hochschild nació en Boston, Massachusetts, hija de Ruth Alene (Libbey) y Francis Henry Russell, quien fue el embajador de Estados Unidos en Nueva Zelanda, Ghana y Túnez. En los primeros años de su vida, Hochschild quedó fascinada con los límites que las personas establecen entre la experiencia interna y la apariencia externa. Como escribe en el prefacio de su libro The Managed Heart: The Commercialization of Human Feeling, 
"Me encontré pasando un plato de cacahuetes entre muchos invitados y mirando sus sonrisas; las sonrisas diplomáticas pueden verse diferentes cuando se ven desde abajo que cuando se ven de frente. Después escuchaba a mi madre y a mi padre interpretar varios gestos. La sonrisa tensa del emisario búlgaro, la mirada desviada del cónsul chino... Aprendí, transmití mensajes no solo de persona a persona, sino de Sofía a Washington, de Pekín a París y de París a Washington. ¿Le había pasado los cacahuetes a una persona, me preguntaba, o a un actor? ¿Dónde terminaba la persona y comenzaba el actor? ¿Cómo se relaciona una persona con un actor?"

### Educación y carrera académica.
Hochschild se graduó en el Swarthmore College en 1962 y luego obtuvo su maestría y doctorado en la Universidad de California, Berkeley, a cuya facultad pronto se unió. Escribió su primer libro, La comunidad inesperada, en 1973. Como estudiante graduada, Hochschild se inspiró en gran medida en los escritos de Erving Goffman y C. Wright Mills. En White Collar, Mills argumentó que "vendemos nuestra personalidad". Esto resonó en Hochschild, que sin embargo, sintió que era necesario agregar algo más. En ese sentido escribe, 
"Mills parecía suponer que para vender la personalidad, solo se necesita tenerla. Sin embargo, el simple hecho de tener personalidad no lo convierte a uno en diplomático, al igual que tener músculos no lo hace a uno un atleta. Lo que faltaba era la sensación del trabajo emocional activo involucrado en la venta. Me pareció que este trabajo podría ser una parte de un sistema emocional claramente diseñado pero invisible: un sistema compuesto por actos individuales de "trabajo emocional", reglas de sentimientos "sociales" y una gran variedad de intercambios entre personas en privado y en la vida pública".
Hochschild pasó a crear conceptos que iluminan el poder de la emoción en la vida social.  
Con su esposo, el escritor Adam Hochschild, crio a dos hijos.

## Aportaciones de Hochschild

### La emoción como vivencia social
Hochschild comienza con la tesis de que las emociones humanas (alegría, tristeza, ira, euforia, celos, envidia, desesperación) son, en gran parte, sociales. Cada cultura, argumenta, nos proporciona prototipos de sentimientos que, como las diferentes teclas de un piano, nos sintonizan con diferentes notas internas. Los tahitianos, señala, tienen una palabra, "enfermo", para lo que en otras culturas podría corresponder a la envidia, la depresión, el dolor o la tristeza.
La cultura guía el acto de reconocer un sentimiento proponiendo lo que podemos sentir. En The Managed Heart, Hochschild cita al novelista checo Milan Kundera, quien escribe que la palabra checa "litost" se refiere a un anhelo indefinible, mezclado con remordimiento y dolor, una constelación de sentimientos sin equivalente en ningún otro idioma. No se trata de que los no checos nunca se sientan tan lúcidos, señala; es que no están, de la misma manera, invitados a levantar y afirmar el sentimiento, en lugar de ignorarlo o reprimirlo. Lo mismo se puede argumentar respecto al concepto portugués de "saudade". 
Aparte de lo que creemos que es un sentimiento, Hochschild afirma en El corazón gestionado, que tenemos ideas acerca de lo que debería ser. Decimos: "Deberías estar encantado de ganar el premio" o "debes estar furioso por lo que hizo". Evaluamos el ajuste entre sentimiento y contexto a la luz de lo que ella llama "reglas de sentimiento", que están profundamente arraigadas en la cultura. A la luz de tales reglas de sentimiento, tratamos de controlar nuestros sentimientos, es decir, tratamos de ser felices en una fiesta o estar afligidos en un funeral. En todas estas formas, nuestra experiencia de interacción, nuestra definición de sentimiento, nuestra evaluación y manejo del sentimiento es social. 
En el trabajo posterior de Hochschild introduce el concepto de "reglas de encuadre", que proporcionan el contexto para sentir las reglas. Explica que las reglas de encuadre son las "reglas que rigen cómo vemos las situaciones" y cómo "apuntan al marco cognitivo, significativo e interpretativo dentro del cual se sitúan las reglas de los sentimientos". Un ejemplo que aclara la relación entre las reglas de encuadre y las reglas de sentimiento sería: "La norma de que las mujeres deben estar en casa es una regla de encuadre, mientras que la norma para sentirse feliz por estar en casa o sentirse culpable por estar ausente, es una regla de sentimiento".
La expresión y el manejo emocional se aprenden en la esfera privada y después a través de la participación en la vida pública.

### Trabajo emocional
El "trabajo emocional" se refiere al manejo de los propios sentimientos y expresiones en función de los requisitos emocionales de un trabajo. Por ejemplo, en The Managed Heart, Hochschild escribe sobre cómo los auxiliares de vuelo están entrenados para controlar los sentimientos de los pasajeros en momentos de turbulencias y situaciones peligrosas, al tiempo que suprimen su propio miedo o ansiedad. Los cobradores de facturas también suelen estar entrenados para imaginar a los deudores como vagos o deshonestos, y por lo tanto para sentirse suspicaces e intimidantes.  A medida que crece el número de trabajos de servicios, también lo hace la cantidad y el número de tipos de trabajo emocional. 
Cada vez más, argumenta Hochschild, el trabajo emocional se ha globalizado. En su ensayo, "Amor y oro", en Global Woman, describe a los trabajadores de atención personal inmigrantes que dejan a sus hijos y ancianos en Filipinas, México o en otras partes del sur global, para tomar trabajos remunerados y cuidar a los niños y ancianos en familias en el norte rico. Dichos trabajos exigen a los trabajadores que controlen el dolor y la angustia frente a sus propios hijos, cónyuges y padres ancianos a los que no han visto desde hace mucho tiempo, incluso cuando intentan sentir, y realmente sienten, un cálido afecto hacia los niños y ancianos que cuidan a diario en el norte.  
En una entrevista con el Journal of Consumer Culture, Hochschild enfoca su atención en el trabajo emocional de las mujeres inmigrantes, "así que hay mujeres de Filipinas, Sri Lanka, India y México que dejan atrás a sus hijos y ancianos para tomar trabajos de cuidado de niños y ancianos estadounidenses, canadienses, sauditas y europeos. Tampoco es raro escuchar a las niñeras decir: "Amo a los niños que cuido ahora más que a los míos. Odio decirlo, pero lo hago". Hochschild acuñó el término cadena de atención global para referirse a "un patrón de mujeres que dejan a sus propias familias en países en desarrollo para cuidar a los hijos de familias acomodadas".

### Trabajo y familia
En otros libros, Hochschild aplica su perspectiva de la emoción a la familia estadounidense. En The Second Shift, argumenta que la familia ha estado atrapada en una "revolución estancada". La mayoría de las madres trabajan fuera del hogar; esa es la revolución. Pero los trabajos a los que salen y los hombres a los que regresan no han cambiado tan rápido o tan profundamente como ellas; esa es la situación. Entonces, las madres que trabajan terminan haciendo la mayor parte del trabajo, tanto emocional como físico, de cuidar el hogar, lo que las lleva a sentir resentimiento. Hochschild traza vínculos entre la división del trabajo de una pareja y su "economía de gratitud" subyacente. Pregunta, ¿Quién agradece a quién y por qué?  
En The Time Bind, Hochschild estudió a los padres que trabajan en una compañía Fortune 500 que se enfrentan a una contradicción importante. Por un lado, casi todas las personas con las que habló le dijeron que "mi familia es lo primero". Argumenta que los padres que trabajan en los Estados Unidos dedican largas horas al trabajo no porque "los empleadores exijan largas horas ni por necesidad financiera, sino porque sus vidas laborales son más gratificantes que sus hogares". Por esta razón, los padres que trabajan sienten una atracción magnética hacia el trabajo.  
Para aproximadamente una quinta parte de estos padres que trabajan, encontró que en el hogar se sentían como el trabajo y en el trabajo se sentían como en el hogar. ¿Dónde, preguntó a los informantes, obtienes ayuda cuando la necesitas? A menudo la respuesta fue: en el trabajo. ¿Dónde estás más recompensado por lo que haces, en el trabajo o en el hogar? A menudo la respuesta fue en el trabajo. Un hombre le dijo: "Cuando estoy haciendo lo correcto con mi hijo adolescente, lo más probable es que él me esté maldiciendo por eso. Cuando estoy haciendo lo correcto en el trabajo, mi jefe me está dando palmadas en la espalda".   
Descubrió que los padres manejaban esta tensión de varias maneras. Una forma era reducir su idea de lo que necesitaban. ("Oh, realmente no necesito tiempo para relajarme".) Otra era externalizar tareas personales. Una tercera era desarrollar un ser imaginario, el ser que sería si  tuviera tiempo.  El "límite de tiempo" se refiere a la falta de tiempo que los padres tenían para ellos mismos, la sensación de que siempre llegaban tarde y la idea de que estaban confinados a las horas limitadas del día. Por lo tanto, en el "vínculo del tiempo", Hochschild denota esta paradoja de "mundos invertidos, en los que la familia se vuelve como el trabajo y el trabajo adquiere la sensación y el tono de la familia".
En una entrevista con Journal of Consumer Culture, Hochschild describe cómo el capitalismo juega un papel en el "yo imaginario". En ella explica: “Muchos trabajadores trabajan largas horas y regresan a casa exhaustos. Recurren a la televisión como una forma de "recuperación" pasiva del trabajo. En las cuatro horas de televisión, están expuestos a miles de anuncios divertidos. Esos anuncios funcionan como una cinta transportadora al centro comercial. En el centro comercial, gastan el dinero que han ganado en objetos que funcionan como tótems para un "yo potencial" o un yo hipotético, un yo que seríamos "si tuviéramos tiempo". También es un yo en peligro de estar constantemente en deuda emocional con sus seres queridos.

### Política y emoción
Su último libro, Extraños en su propia tierra: ira y luto por la derecha estadounidense, se basa en cinco años de investigación de inmersión entre los partidarios del Tea Party de Luisiana. En él explora el papel de la emoción en la política planteando primero una paradoja. ¿Por qué, pregunta, los residentes del segundo estado más pobre del país votan por candidatos que se resisten a la ayuda federal? ¿Por qué en un estado altamente contaminado, votan por los políticos reacios a regular las industrias contaminantes?  
Su búsqueda de respuestas la lleva al concepto de la "historia profunda". Una historia profunda es una historia que se siente verdadera sobre una característica muy destacada de la vida. Uno saca hechos de una historia profunda. Uno toma preceptos morales de la historia profunda. Lo que queda es simplemente lo que se siente con respecto a un tema muy destacado, y puede describirse a través de una metáfora, como la experiencia de "esperar en la cola" para obtener una recompensa valiosa y ser testigo de "gente que se cuela" no deseada. Todos, argumenta, tienen una historia profunda, y para muchos a la derecha, refleja una aguda sensación de decadencia, el aguijón del desprecio y la sensación de ser un extraño en su propia tierra. 
En conjunto, el trabajo de Hochschild describe las muchas formas en que cada yo individual se convierte en un amortiguador de fuerzas más grandes, y se centra en el impacto de estas fuerzas en la emoción. 

## Honores
Hochschild ha sido preseleccionada para el Premio Nacional del Libro 2016 por Extraños en su propia tierra: ira y luto por la derecha estadounidense y fue un éxito de ventas del New York Times. En 2015, recibió la Medalla Ulises del University College de Dublín, Irlanda. Hochschild también ganó las becas Guggenheim, Fulbright y Mellon, y tres premios otorgados por la American Sociological Association: el Premio Charles Cooley (por The Managed Heart), el Premio Jessie Bernard (por The Second Shift, The Time Bind y Global Woman), y el Premio a la comprensión pública de la sociología (por logros de por vida). Al otorgar a Hochschild el Premio Jessie Bernard, la mención observó su "genio creativo para formular preguntas y líneas de conocimiento, a menudo condensadas en palabras y frases memorables que cambian de paradigma". 
The Managed Heart, The Second Shift, The Time Bind y Extraños en su propia tierra han sido nombrados "Libros notables del año" por The New York Times. 
The Outsourced Self: Intimate Life in Market Times fue elegido por Publisher's Weekly como uno de los "Mejores libros de 2012". El último capítulo fue extraído en The New York Times (5 de mayo de 2012). 
Hochschild ha recibido doctorados honorarios del Swarthmore College (EE. UU .), la Universidad de Aalborg (Dinamarca), la Universidad de Oslo (Noruega), la Universidad de Laponia (Finlandia), la Universidad Mount St. Vincent, (Canadá), la Universidad de Westminster (EE. UU.) y la Universidad de Lausana (Suiza). 

## Citas
"La mayoría de las mujeres sin hijos pasan mucho más tiempo que los hombres en las tareas domésticas; con los niños, dedican más tiempo a las tareas domésticas y al cuidado de los niños. Así como existe una brecha salarial entre hombres y mujeres en el lugar de trabajo, existe una "brecha de ocio" entre ellos en el hogar. La mayoría de las mujeres trabajan un turno en la oficina o la fábrica y un "segundo turno" en casa."
"Cuanto más ansiosos, aislados y privados estemos de tiempo, es más probable que recurramos a servicios personales pagados. Para financiar estos servicios adicionales, trabajamos más horas. Esto deja menos tiempo para pasarlo con familiares, amigos y vecinos; nos volvemos menos propensos a pedirles ayuda y ellos a nosotros."
"Para muchos de nosotros, el trabajo es el único lugar donde nos sentimos apreciados. Las cosas que anhelamos experimentar en casa (orgullo de nuestros logros, risas y diversión, relaciones que no son complejas) a veces las experimentamos con mayor frecuencia en la oficina. Los jefes nos aplauden cuando hacemos un buen trabajo. Los compañeros de trabajo se convierten en un tipo de familia en la que sentimos que encajamos."
"El contrato que firmamos con el lugar de trabajo no se hizo pensando en las familias: trabajar durante todo el año en jornadas laborales de ocho horas sin contar con los recién nacidos, las enfermedades normales de la infancia, las dificultades en la escuela, las personas mayores que enferman. ¿En interés de quién se hace esto? ¿Y no podemos cambiarlo, haciendo dos días de nueve horas y tres días de seis horas, realizando un trabajo extra y haciendo la vida habitable para todos?"

## Legado
Dentro de la sociología, Hochschild es conocida como la fundadora de la sociología de la emoción y, fuera de ella, como una socióloga pública, contribuyendo a publicaciones, como la página de opinión de The New York Times y Book Review, The Washington Post , Mother Jones, The American Prospect, Harper's Magazine, The Progressive y The New York Review of Books. 
Los académicos han adoptado conceptos desarrollados por Hochschild, como el "trabajo emocional", las "reglas de los sentimientos", la "economía de la gratitud" y las "cadenas globales de atención". Capturando una variedad de investigaciones y debates, una colección publicada en 2011, At the Heart of Work and Family: Engaging the Ideas of Arlie Hochschild, explora críticamente algunos de sus conceptos clave.
Otra colección de artículos dedicados a su trabajo es Pathways to Empathy: New Studies on Commodification, Emotive Labor and Time Binds (2013) editado por Gertraud Koch y Stephanie Everke Buchanan (Campus Verlag-Arbeit und Alltag, University of Chicago Press). El libro se basa en documentos presentados en un "Taller internacional en honor de Hochschild" en la Universidad Zeppelin, Friedrichshafen, Alemania (12-13 de noviembre de 2011). Una monografía de Madalena d'Oliviera-Martins titulada Arlie Russell Hochschild: Un Camino Hacia El Corazón de la Sociología explora las principales ideas encontradas en su trabajo. (Centro de Investigaciones Sociológicas, Monografía 309, 242 ps, Montalbán, 8, 28014, Madrid, España, 2018).  
Su obra está publicada en 16 idiomas. 

## Libros
- Hochschild, Arlie Russell (1973). The Unexpected Community. Englewood Cliffs, New Jersey: Prentice-Hall. ISBN 9780139363856.  Hochschild, Arlie Russell (1973). The Unexpected Community. Englewood Cliffs, New Jersey: Prentice-Hall. ISBN 9780139363856.  Hochschild, Arlie Russell (1973). The Unexpected Community. Englewood Cliffs, New Jersey: Prentice-Hall. ISBN 9780139363856.
- The Managed Heart: Commercialization of Human Feeling. Berkeley: University of California Press. 1983. The Managed Heart: Commercialization of Human Feeling. Berkeley: University of California Press. 1983. ISBN 9780520054547
- The Second Shift: Working Families and the Revolution at Home. New York, N.Y: Viking. 1989. The Second Shift: Working Families and the Revolution at Home. New York, N.Y: Viking. 1989. ISBN 9780670824632
- The Time Bind: When Work Becomes Home and Home Becomes Work. New York: Metropolitan Books. 1997. The Time Bind: When Work Becomes Home and Home Becomes Work. New York: Metropolitan Books. 1997. ISBN 9780805044713
- The Commercialization of Intimate Life: Notes from Home and Work. Berkeley: University of California Press. 2003. ISBN 9780520214880.  The Commercialization of Intimate Life: Notes from Home and Work. Berkeley: University of California Press. 2003. ISBN 9780520214880.  The Commercialization of Intimate Life: Notes from Home and Work. Berkeley: University of California Press. 2003. ISBN 9780520214880.
- Hochschild; Ehrenreich, eds. (2003). Global Woman: Nannies, Maids, and Sex Workers in the New Economy. New York: Metropolitan Books. ISBN 9780805075090.  Hochschild; Ehrenreich, eds. (2003). Global Woman: Nannies, Maids, and Sex Workers in the New Economy. New York: Metropolitan Books. ISBN 9780805075090.  Hochschild; Ehrenreich, eds. (2003). Global Woman: Nannies, Maids, and Sex Workers in the New Economy. New York: Metropolitan Books. ISBN 9780805075090.
- The Outsourced Self: Intimate Life in Market Times. New York: Metropolitan Books. 2012. The Outsourced Self: Intimate Life in Market Times. New York: Metropolitan Books. 2012. ISBN 9780805088892
- So How's the Family? and Other Essays. Berkeley: University of California Press. 2013. ISBN 9780520272286.  So How's the Family? and Other Essays. Berkeley: University of California Press. 2013. ISBN 9780520272286.  So How's the Family? and Other Essays. Berkeley: University of California Press. 2013. ISBN 9780520272286.
- Hochschild, Arlie Russell; Tronto, Joan; Gilligan, Carol (2013). Contre l'Indifférence Des Privilégiés: à Quoi Sert le Care (en francés). Paris: Payot. ISBN 9782228908771.  Hochschild, Arlie Russell; Tronto, Joan; Gilligan, Carol (2013). Contre l'Indifférence Des Privilégiés: à Quoi Sert le Care (en francés). Paris: Payot. ISBN 9782228908771.  Hochschild, Arlie Russell; Tronto, Joan; Gilligan, Carol (2013). Contre l'Indifférence Des Privilégiés: à Quoi Sert le Care (en francés). Paris: Payot. ISBN 9782228908771.
- Strangers in Their Own Land: Anger and Mourning on the American Right. New York: The New Press. 2016. ISBN 978-1620972250.  Strangers in Their Own Land: Anger and Mourning on the American Right. New York: The New Press. 2016. ISBN 978-1620972250.  Strangers in Their Own Land: Anger and Mourning on the American Right. New York: The New Press. 2016. ISBN 978-1620972250.

### Ficción juvenil
- Coleen the Question Girl. London, Great Britain: Invisible Spaces of Parenthood. 2016. ISBN 978-1367458970.

## Otras lecturas
- Vea su Curriculum Vitae (Hochschild, UC Berkeley, Departamento de Sociología, para publicaciones que incluyen OpEds y reseñas de libros.
- Adams, Bert N. y RA Sydie. 2001 Teoría Sociológica. Thousand Oaks, CA: Pine Forge Press.
- Alis, David. 2009 "Travail Emotionnel, Dissonance Emotionnelle, y Contrefaçon De I'Intimité: Vingt-Cinq Ans Après La Publication de Managed Heart d'Arlie R. Hochschild". en Politiques de L'Intime, editado por I. Berrebi-Hoffmann. París, Francia: Ediciones La Decouverte.
- Farganis, James. 2007 Lecturas en teoría social: la tradición clásica del posmodernismo. Boston, MA: McGraw-Hill.
- Garey, Anita Ilta y Karen V. Hansen. 2011 "Introducción: un ojo en la emoción en el estudio de las familias y el trabajo". páginas.   1–14 en At the Heart of Work and Family: Engaging the Ideas of Arlie Hochschild, editado por Anita Ilta Garey y Karen V. Hansen. Nuevo Brunswick: NJ.
- Introducción por A. Grandey, en Trabajo emocional en el siglo XXI: Perspectivas diversas sobre la regulación de la emoción en el trabajo (2013) por Grandey, A., Diefendorff, JA y Rupp, D. (Eds.) Nueva York, NY: Psychology Press / Routledge.
- Greco, Monica, Carmen Leccardi, Roberta Sassatelli y Arlie Hochschild. "Mesa redonda sobre y con AR Hochschild, Rassegna Italiana di Sociologia", octubre / diciembre de 2014, pp.   819–840.
- Hanninen, Vilma, Jukka Partanen y Oili-Helena Ylijoki, eds. 2001 Sosiaalipsykologian Suunnannäyttäjiä. Tampere, Finlandia: Vastapaino.
- Kimmel, Sherri. 2013 "Un espíritu juguetón" , Swarthmore College Bulletin, abril.
- Koch, Gertraud y Stephanie Everke Buchanan (eds). 2013 Caminos a la empatía: nuevos estudios sobre la mercantilización, el trabajo emocional y el tiempo. Campus Verlag-Arbeit und Alltag, University of Chicago Press. (El libro se basa en documentos presentados en un "Taller internacional en honor de Arlie Russell Hochschild", Universidad Zeppelin, Friedrichshafen, Alemania (12-13 de noviembre de 2011). )
- Mazzarela, Marete. 2014. "Cómo convertir las emociones en capital" , Svenska Dagbladet (27 de febrero).
- Sakiyama, Haruo. 2008 "Contribución teórica de Arlie Hochschild" (en japonés). En Japanese Handbook of Sociology, editado por S. Inoue y K. Ito. Kyoto, Japón: Sekai-Shiso-Sya
- Skucinska, Anna. 2002. "Nowe Obszary Utowardowienia" (en checo). ZNAK LVii (6): 41–63.
- Smith, Stephen Lloyd. 1999 "Arlie Hochschild: conservacionista de emociones suaves: revisión y evaluación del trabajo de Arlie Hochschild", en Soundings, número 11 - Trabajo emocional, primavera de 1999, pp.   120-127.
- Smith, Stephen. 2014. "Arlie Russell Hochschild: Espaciosas sociologías de la emoción", Oxford Handbook of Sociology, Social Theory, and Organization Studies: Contemporary Currents, (editado por Paul Adler, Paul du Gay, Glenn Morgan y Mike Reed).
- Wharton, Amy S. 2011. "La sociología de Arlie Hochschild", Trabajo y ocupaciones, 38 (4), pp.   459-464.
- Williams, Simon J. 1998. Capítulo 18. pp.   240–251 en Key Sociological Thinkers, editado por R. Stones. Nueva York: New York University Press.
- Wilson, NH y Lande, BJ (sf). Feeling Capitalism: A Conversation with Arlie Hochschild. Sage Publications, Ltd.
- Asociación Americana de Sociología. Declaración de adjudicación de Arlie Hochschild, http://www.asanet.org/news-and-events/member-awards/jessie-bernard-award/arlie-hochschild-award-statement